# Bob Casey (Musiker)
Robert Hanley „Bob“ Casey (* 11. Februar 1909 in Marion (Illinois); † 9. April 1986 in New York City) war ein US-amerikanischer Jazzmusiker (Kontrabass, Gitarre).

## Leben und Wirken
Bob Casey begann zunächst mit 14 Jahren autodidaktisch Banjo zu spielen; erste professionelle Auftritte hatte er einige Jahre später mit dem Egyptian Transportation System Orchestra in Illinois. Ende 1927 zog er nach St. Louis, wo er in den Jazzbands von Joe Gill und Joe Reichman spielte. In dieser Zeit wechselte er zum Kontrabass; daneben spielte er auch Gitarre. 1933 kam er nach Chicago; in den folgenden Jahren arbeitete er dort mit  Muggsy Spanier, mit dem 1939 erste Aufnahmen entstanden, außerdem mit Wingy Manone, Gus Arnheim, Charlie Spivak, George Brunies, Wild Bill Davison, Eddie Condon, Miff Mole, Max Kaminsky, Bobby Hackett, Cliff Jackson, Red McKenzie, Bud Freeman, George Wettling, Joe Marsala, Pee Wee Russell, Joe Sullivan und Boyce Brown. 1957 zog er nach Florida und arbeitete weiterhin mit den Dukes of Dixieland. Im Bereich des Jazz war er zwischen 1939 und 1962 an 95 Aufnahmesessions beteiligt.